# الكنيسة الكاثوليكية والعلم

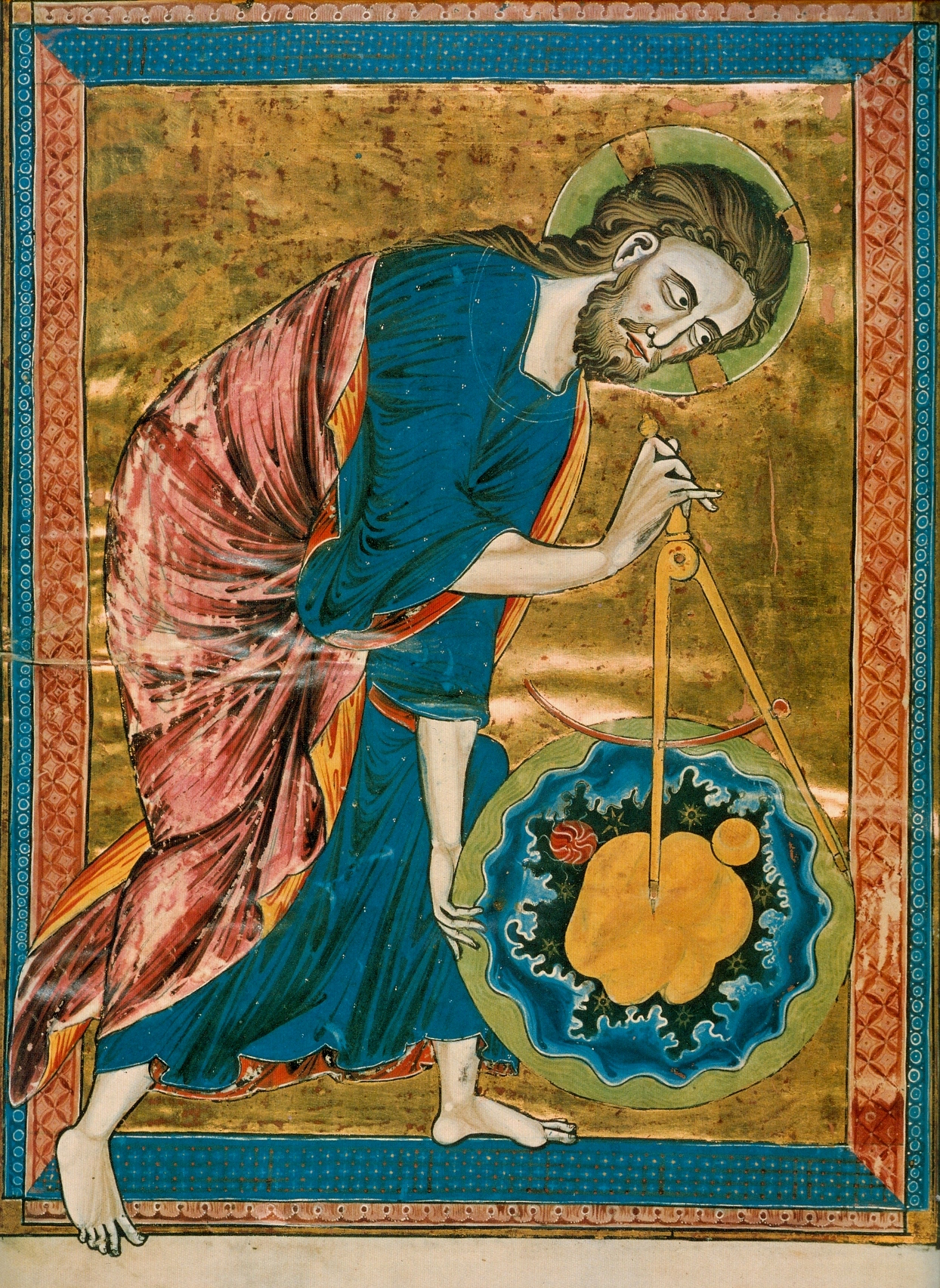
العلم، وبخاصة علم الهندسة وعلم الفلك، ارتبط ارتباطًا مباشرًا مع الإلهيات في معظم الأبحاث العلمية في العصور الوسطى. البوصلة في هذا مخطوط الذي يعود للقرن الثالث عشر هو رمز للخلق.

شكلّت العلاقة بين الكنيسة الرومانية الكاثوليكية والعلوم موضوع جدل على نطاق واسع. يُذكر أنّ غالبًا ما كانت الكنيسة أحد الرعاة الرئيسيين للعلوم في الحضارة الغربية، فقد أسست الكنيسة شبكة واسعة من المدارس والجامعات والمستشفيات. في حين يرى عدد من المؤرخين والعلماء ان المسيحية كان لها دور سلبي وعائق في تطوير مسيرة العلوم، ولعل قضية محاكمة غاليليو غاليلي أبرز القضايا الجدلية في علاقة المسيحية مع العلم، بينما يذهب عدد آخر من المؤرخين والعلماء إلى كون المسيحية عامل ايجابي في تطوير العلوم عن طريق رعايتها لمختلف أنواع العلوم، فقد كانت أيضًا المسؤول الرئيسي عن نشوء بعضها كعلم الوراثة، وكون قضية غاليليو غاليلي هي الشاذ وليس القاعدة في علاقة الكنيسة مع العلوم.

## دور الكاثوليك في العلوم
على مر العصور ساهم كل من رجال الدين والعلمانيين الكاثوليك على حد سواء مساهمات كبيرة في تطوير العلوم والرياضيات والطب من العصور الوسطى إلى اليوم. وتشمل القائمة كوكبة من العلماء ممّن غيروّا معالم العلوم منهم على سبيل المثال لا الحصر غاليليو غاليلي، ورينيه ديكارت، ونيكولاس كوبرنيكوس، ولويس باستور، وبليز باسكال، وأندريه ماري أمبير، وجريجور مندل، وشارل أوغستان دي كولوم، وبيير دي فيرما، وأنطوان لافوازييه، ومارين ميرسين، وأليساندرو فولتا، وأوغستين لوي كوشي، وبيير دوهيم، وبيير جاسندي وجورجيوس أغريكولا وغيرهم.
برز عدد من الكهنة كعلماء، كان كثير منهم من الرهبانية اليسوعية، وكان عدد منهم رواد في علم الفلك، وعلم الوراثة، وعلم المغناطيسية الأرضية وعلم الطقس والزلازل، والفيزياء الشمسية، والطب وأصبح بعض منهم «الآباء» لهذه العلوم. ومن أهم الأمثلة على رجال دين مسيحيين لهم أهمية في العلوم جريجور ميندل  من أهم علماء الجينات والوراثة، والبلجيكي جورج لومتر أول من اقترح نظرية الانفجار العظيم وآخرين.
خلال العصور الوسطى تشابك كل من العلم واللاهوت إلى حد كبير، أمّا في العصر الحديث، مع تطوّر العلوم التجريبية أصبح يتظر إلى الأديان وعلم 
اللاهوت بوصفها تنتمي إلى مختلف المجالات (ومتضاربة في بعض الأحيان).
أسس إغناطيوس دي لويولا الأسباني جمعية اليسوعيين في عام 1540. وأُعتبر اليسوعيين نخبة المجتمع الأوروبي وعمل عدد منهم كمربين للملوك في الدول الكاثوليكية. وخرّجت مدارس وجامعات اليسوعيين نخبة وصفوة المجتمعات الغربية. وبالتالي تاريخيًا كانت الرهبانية اليسوعية من أهم رعاة العلوم في الكنيسة الكاثوليكية، فقد أنشأ اليسوعيين عدد كبير من الجامعات والمدارس والكليّات والمؤسسات التعليمية المرموقة، مما أدى إلى نشاط عدد منهم في العلوم. وشكلت جامعات اليسوعيين معاقل للفكر والعلم ومن مراكز النخبة الثقافية.

## تاريخ

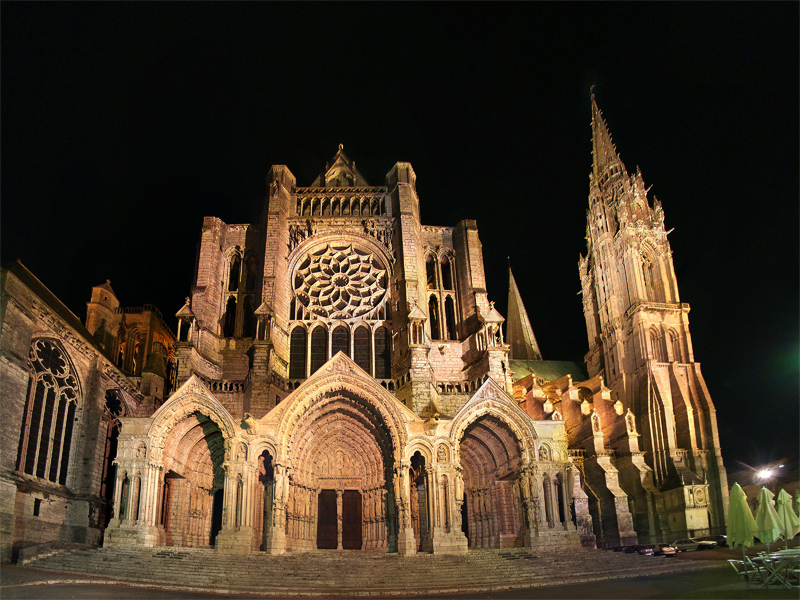
مدرسة كاتدرائية شارتر، كان لها دور هام في حفظ الفكر القديم ونشر العلوم في العالم الغربي.

كانت الكنيسة خلال القرون الوسطى قوة دافعة في مجال التعليم، فقد ظهرت مدارس قرب الكنائس والكاتدرائيات، ودعيت بمدارس الكاتدرائية. وكانت هذه المداراس مراكز للتعليم المتقدم، وبعض من هذه المدارس أصبحت في نهاية المطاف الجامعات الأولى في الغرب. وأُعتبرت مدرسة كاتدرائية شارتر أكثر المدارس شهرةً وتأثيرًا. وقد دعمت الكنيسة الكاثوليكية البحث العلمي حيث شكلت الأديرة مراكز حضارية لحفظ الفكر والعلوم القديمة، وبنت الكنيسة الجامعات الأولى في العالم الغربي، اخذت معظم البحوث العلمية مكانة في الجامعات المسيحية وعمل بها أيضًا أعضاء من الجماعات الدينية، وكتب المؤرخ لورانس برينسيبي «من الواضح في السجل التاريخي أنّ الكنيسة الكاثوليكية كانت على الأرجح أكبر وأحد أهم راعاة العلم في التاريخ، كما وكان العديد من المساهمين في الثورة العلمية من الكاثوليك، وكانت المؤسسات الكاثوليكية العديدة من المؤسسات ذات التأثيرات الرئيسية على صعود العلم الحديث .» مجال علم الفلك هو مثال على التزام الكنيسة في مجال العلوم. المؤرخ ج.ل هيلبرون في كتابه الشمس في الكنيسة: الكاتدرائيات والمراصد الشمسية كتب «أعطت الكنيسة الكاثوليكية المزيد من المساعدات المالية والدعم لدراسة علم الفلك لأكثر من ستة قرون، بدءًا من استعادة المعارف القديمة خلال العصور الوسطى المتأخرة وفي عصر التنوير، ربما أكثر من غيرها من المؤسسات.» كما أن العلاقة بين المسيحية والطب تعود إلى عصور المسيحية المبكرة إذ كان للمفاهيم المسيحية من الرعاية ومساعدة المرضى دور في تطوير الأخلاق الطبية. في العصر الحديث تعدّ الكنيسة الكاثوليكية أكبر مزود غير حكومي للرعاية الصحية في العالم. والعديد من المؤسسات الكاثوليكية كانت مسؤولة عن تأسيس وتشغيل شبكات واسعة من المستشفيات في مختلف أنحاء العالم والتي لها دور في تقّدم الأبحاث الطبية.
وما تزال الكنيسة الكاثوليكية حتى اليوم تساهم في تطوير العلوم، فمثلًا ترعى الكنيسة الكاثوليكية العلوم عن طريق الأكاديمية البابوية للعلوم والتي تأسست عام 1936 بطلب من البابا بيوس الحادي عشر، لتعزيز تقدم العلوم خصوصًا الرياضيات الفيزيائية والرياضيات الطبيعية ودراسة المشاكل المعرفية ذات الصلة؛ وقد خرجت أسماء هامة في علم الفيزياء في القرن العشرين أمثال الحائزين على جائزة نوبل في الفيزياء ستيفن هوكينغ وتشارلز هارد تاون.
شكلت قضية علاقة العلم والدين، موضوع شائك في تاريخ العلوم، وظهر عدد من المؤرخين والباحثين ممن وجدوا أن علاقة الدين بالعلم هي علاقة صراع، وذلك استنادًا إلى قضايا تاريخية خلافية مثل قضية غاليليو، وشكلت أطروحة صراع العلم والدين في القرن التاسع عشر النهج والرؤية الشعبية في كتابة تاريخ العلوم، في أواخر القرن العشرين ومع إعادة تقييم هذه الأطروحة بشكل علمي حديث، فقدت أطروحة صراع العلم والدين مصداقيتها في الوسط الأكاديمي، لكن وعلى الرغم من ذلك فهي لا تزال صورة علاقة العلم والدين كصراع في بين عامة الناس.

## الإنتقادات
غالبًا ما يتم توجيه الانتقادات في هذا الخصوص إلى الكنيسة الكاثوليكية، إذ يرى عدد من المؤرخين والفلاسفة ان الكنيسة الكاثوليكية دخلت في صراع مع العلم، وأنها ضيقت على العلماء والبحوث العلمية، ولعل أبرز قضية في صراع الكنيسة والعلم هي قضية محاكمة جاليليو جاليلي ونظرية التطور، وكان كل من العالم جون وليام دابر والمفكر البروتستانتي أندرو ديكسون وايت الدعاة الأكثر تأثيرًا في أطروحة الصراع بين الدين والعلم، ودعي داربر سنة 1870 لكتابة كتاب عن تاريخ صراع الدين والعلم، في كتابه أنتقد داربر العصمة البابوية ووجدها الفكرة الأكثر معاداة للفكر في التقليد الكاثوليكي، واعتبر الكنيسة الكاثوليكية مؤسسة تحارب العلم والفكر، كذلك وبحسبه فالبروتستانتية كانت عكس الكنيسة الكاثوليكية، إذ لم تدخل البروتستانتية في صراع مع العلوم. بالمقال رفض المؤرخ في الطب جيمس جوزيف والش، هذه الأطروحة واعتبرها غير تاريخية: «تأسست قصة صراع البابوية مع العلم وكونها مؤسسة تحارب الفكر، على مفاهيم خاطئة تمامًا. بل أكثر من ذلك هي وهمية تمامًا. الكثير منها يعود إلى المبالغة في أهمية قضية غاليليو».

## مواقع خارجية
- Christianity and Science in Historical Perspective (from the University of Cambridge)
- Galileo Galilei, Scriptural Exegete, and the Church of Rome, Advocate of Science lecture (audio here) by Thomas Aquinas College tutor Dr. Christopher Decaen
- "The End of the Myth of Galileo Galilei" by Atila Sinke Guimarães
- Vatican Council I (1869-70), the full documents.
- 1913 Catholic Encyclopedia: Catholics and Evolution and Evolution, History and Scientific Foundation of
- "Vatican as a Scientific Institution". الموسوعة الكاثوليكية. نيويورك: شركة روبرت أبيلتون. 1913.
- The Vatican Palace, as a Scientific Institute, Catholic Encyclopedia, NewAdvent.org.
- "Geography and the Church". الموسوعة الكاثوليكية. نيويورك: شركة روبرت أبيلتون. 1913.
- Pope Pius XII, Humani Generis 1950 encyclical
- Roberto Masi, "The Credo of Paul VI: Theology of Original Sin and the Scientific Theory of Evolution" (L'Osservatore Romano, 17 April 1969).
- Pope John Paul II, general audience of 10 July 1985. "Proofs for God's Existence are Many and Convergent."
- Cardinal Ratzinger's Commentary on Genesis Excerpts from In the Beginning: A Catholic Understanding of the Story of Creation and the Fall.
- International Theological Commission (2004). "Communion and Stewardship: Human Persons Created in the Image of God."
- Mark Brumley, Evolution and the Pope, of Ignatius Insight
- John L. Allen Teaching of Benedict XVI on Evolution before becoming Pope.
- Benedict XVI's inaugural address.
- Pontifical Academy of Sciences